# Alta GP
Chronologie des modèles (1948 - 1951)
Aucun Alta F2
L'Alta GP est une monoplace de Formule 1 conçue par Alta Car and Engineering Company, ayant notamment disputé les Grands Prix de Grande-Bretagne 1950 et 1951 ainsi que le Grand Prix automobile de Belgique 1950 avec Geoff Crossley et Joe Kelly.

## Historique
L'Alta GP fait ses débuts en compétition lors du Grand Prix de Suisse 1948, à Bremgarten, où son pilote, l'Anglais George Abecassis, abandonne au quatrième tour à la suite d'un accident.
L'année suivante, Abecassis prend part au Grand Prix de Grande-Bretagne, où il termine septième, à quatre tours du vainqueur Emmanuel de Graffenried, sur Maserati 4CLT-48.
Deux mois plus tard, à Reims en France, Abecassis, pilotant pour le compte de HW Motors, abandonne au dix-septième tour en raison de la rupture de sa boite de vitesses.
Le 31 juillet, à Zandvoort, aux Pays-Bas, l'Alta GP est confiée au Britannique Geoff Crossley, mais ce dernier interrompt sa course au vingt-quatrième tour à la suite d'une surchauffe du moteur Alta.
Le 20 août, Crossley, pour le compte de l'équipe G.C. Rowland Motors, termine vingtième et avant-dernier du BRDC International Trophy, à Silverstone, à quatre tours du vainqueur Alberto Ascari (Ferrari 125).
L'Alta GP est présente lors du premier Grand Prix de Formule 1 comptant pour le championnat du monde, pilotée par Joe Kelly et Geoff Crossley. Ce dernier se qualifie dix-septième, devant David Murray et derrière David Hampshire tous deux sur Maserati 4CLT/48 tandis que Kelly se qualifie dix-neuvième derrière Murray et devant Joe Fry sur Maserati 4CL. Crossley abandonne au quarante-troisième tour à cause de sa transmission et Kelly est non classé pour n'avoir parcouru que cinquante-sept tours.
En Belgique, Kelly, seul pilote sur l'Alta, se qualifie douzième devant Toni Branca (Maserati 4CL) et derrière Eugène Chaboud (Talbot-Lago T26C) et termine neuvième,.
L'année suivante, Kelly pilote pour la dernière fois une Alta GP en Grand Prix de Formule 1. En Grande-Bretagne, il se qualifie dix-huitième devant Peter Walker, sur BRM P15 et derrière John James, sur Maserati 4CLT/48 et abandonne en course,.

## Résultats détaillés en championnat du monde de Formule 1
| Saison | Écurie | Moteur  | Pneumatiques | Pilotes        | Courses | Courses | Courses | Courses | Courses | Courses | Courses | Courses | Points inscrits | Classement |
| Saison | Écurie | Moteur  | Pneumatiques | Pilotes        | 1       | 2       | 3       | 4       | 5       | 6       | 7       | 8       | Points inscrits | Classement |
| ------ | ------ | ------- | ------------ | -------------- | ------- | ------- | ------- | ------- | ------- | ------- | ------- | ------- | --------------- | ---------- |
| 1950   | Privé  | Alta L4 | Dunlop       |                | GBR     | MON     | 500     | SUI     | BEL     | FRA     | ITA     |         | -*              | -*         |
| 1950   | Privé  | Alta L4 | Dunlop       | Geoff Crossley | Abd.    |         |         |         | 9e      |         |         |         | -*              | -*         |
| 1950   | Privé  | Alta L4 | Dunlop       | Joe Kelly      | n.c.    |         |         |         |         |         |         |         | -*              | -*         |
| 1951   | Privé  | Alta L4 | Dunlop       |                | SUI     | 500     | BEL     | FRA     | GBR     | ALL     | ITA     | ESP     | -*              | -*         |
| 1951   | Privé  | Alta L4 | Dunlop       | Joe Kelly      |         |         |         |         | n.c.    |         |         |         | -*              | -*         |

Légende : ici 

* Le championnat du monde des constructeurs n'étant créé qu'en 1958, l'écurie ne marque aucun point.